# دانیل گونکل
دانیل گونکل (انگلیسی: Daniel Gunkel؛ زادهٔ ۷ ژوئن ۱۹۸۰) بازیکن فوتبال اهل آلمان است.
از باشگاه‌هایی که در آن بازی کرده‌است می‌توان به باشگاه فوتبال پانتولیکوس، باشگاه فوتبال ماینتس ۰۵، باشگاه فوتبال درسدنر، باشگاه فوتبال کیکرز اوفنباخ، باشگاه فوتبال انرژی کوتبوس، باشگاه فوتبال آینتراخت فرانکفورت، و باشگاه فوتبال وهن ویسبادن اشاره کرد.